# 川端町 (台北市)
川端町（かわばたちょう）は、日本統治時代の台湾における台北市の行政区画。台北市の南端に位置し、新店渓に隣接した地名である。当時の台北近郊のレジャー地域であった。川の端辺にあったことからこの名が付けられた。現在の中正区の汀州路二段、廈門街、同安街、金門街等が川端町に含まれる。川端町は日本統治時代、台湾近郊の納涼地であり、月の観賞に適した名勝地であった。川辺の一帯には料亭が建ち、夏季には遊覧船による避暑が楽しまれた。料亭ではアユ料理が嗜まれ、これが川端町の特色となっていた。

## 町内の施設
- 川端国民学校（現在の蛍橋国小（中国語版））
- 川端町郵便局（現在の台北蛍橋郵便局）
- 川端町派出所（中国語版）（舊廈門街派出所、1936年9月8日竣工）
- 新店線蛍橋駅
- 新店線古亭町乗降場
- 蛍橋（中国語版）
- 川端橋（現在の中正橋）